# عائشة كلناو عثمان أوغلي
عائشة كلناو عثمان أوغلي (بالتركية: Ayşe Gülnev Osmanoğlu)‏ هي أميرة عثمانية وزوجة رجل الأعمال البريطاني نيكولاس سوتون. وُلدت في 17 يناير 1971 في هنلي أون تيمز بالمملكة المتحدة.